# Читтур
Читтур (англ. Chittoor, телугу చిత్తూరు) — город в индийском штате Андхра-Прадеш. Административный центр округа — Читтур. Средняя высота над уровнем моря — 333 метра. По данным всеиндийской переписи 2001 года, в городе проживало 152 966 человек. Уровень грамотности взрослого населения составлял 90,6 % (при общеиндийском показателе 59,5 %).